# John Colrain
John James Colrain (4 de febrer de 1937 - 14 de juliol de 1984) va ser un jugador i entrenador de futbol escocès que va jugar al Celtic, Clyde, Ipswich Town i Glentoran. Més tard va entrenar el Glentoran i el St Patrick's Athletic.
Colrain va jugar una vegada amb la selecció escocesa de futbol sub-23 com a interior esquerre en una derrota per 1-2 contra els Països Baixos l'abril de 1958.